# ジョーカーズ・ワイルド
ジョーカーズ・ワイルド（Jokers Wild）は、1964年にイングランドのケンブリッジで結成されたイギリスのロック・バンド。このグループは、1967年まで活動し、後にピンク・フロイドに参加するギタリスト、デヴィッド・ギルモアがそのキャリアを開始したことで最もよく知られている。

## 略歴
ジョーカーズ・ワイルドは、1963年後半にケンブリッジで結成され、1964年2月に初めて演奏を行った。オリジナルのミュージシャンは、トリニティ・カレッジの学生であったデイヴ・アルサム (ピアノ、サクソフォーン、ボーカル)、かつてはザ・レッドキャップス、それ以前にはセント・ジョンズ・カレッジの合唱団に在籍したジョニー・ゴードン（リズム・ギター、ボーカル）、ザ・ランブラーズ出身のクライヴ・ウェラム（ドラム、ボーカル）、以前はザ・ニューカマーズに所属していたデヴィッド・ギルモア（リード・ギター、ボーカル）。また、2人のパートタイマーがいくつかのギグに参加した。それは、レ・ジュー・アンテルディのレギュラーだったジェフ・ウィテカー（コンガ、ボーカル）と、パーティーでフランソワーズ・アルディやマリアンヌ・フェイスフルの曲を歌っていたマリリン・ミンズ（ボーカル）であった。
ジョーカーズ・ワイルドは、当時一般的だったインストゥルメンタルとシンガーという組み合わせから離れ、ビートルズ/ホリーズ・タイプのグループへと移行し、全員が歌うバンドとして構想された。「ザ・ビーチ・ボーイズやフォー・シーズンズのナンバーなど、他のグループがやらないようなハーモニーを歌うことに、私たちは勇気を持って取り組みました」とトニー・セインティは語っている。
バンドは、ドロシー、ギルドホール、ヴィクトリアといった会場を含む、ケンブリッジのユースクラブ、村のホール、プライベート・パーティー、メジャーな会場にて演奏を行い（ジョニー・ゴードンがデザインした1964年の名刺にはバンドについて「ダンス、パーティー、社交場、その他、いろいろな用途で使えるビート・グループ」と記されている）、外国語学生に人気のあるクラブ、レ・ジュー・アンテルディに定期的に出演していた。時折、ピーターハウス・メイ・ボールやロンドンのウェストミンスター・アート・カレッジなどで開催された大規模なライブで演奏し、ケンブリッジからバスに乗った大勢のファンがアニマルズをサポートするバンドを観覧しにやってきた。
1965年10月、彼らはローズとリビー・ジャニュアリーの21歳の誕生日パーティーにて演奏した。そこでは、「ジョニー・B.グッド」を歌いに来たシンガーソングライターのポール・サイモン（当時、英国ツアー中）や、ギルモアが後に名声を得るバンドとなるピンク・フロイドと共演した。もう一人のゲストは、リビーのパートナーであったヒプノシスのストーム・ソーガソンで、彼は後にピンク・フロイドのアルバム・ジャケットをデザインすることとなった。そのうちの1つである『ウマグマ』では、一連の「写真の中の写真」として、このジャニュアリー夫妻のキッチンと庭が使われている。
そのすぐ後の1965年11月2日、彼らはロンドンの有名な「ティン・パン・アレイ」に行き、デンマーク・ストリートにあるリージェント・サウンド・スタジオでファンのために5曲を録音した。
1965年末にセインティが脱退し、代わりにデヴィッドの弟であるピーター・ギルモアがベースとボーカルを担当した。同時にバンドの音楽的方向性は、米軍基地で演奏する仕事を得たため、よりソウル、R&B、タムラ・モータウン・サウンド寄りの楽曲へと変化していった。
完全にプロとして活動することを考え、バンドは1966年の初めにブライアン・サマーヴィル（ビートルズの宣伝マネージャー）やライオネル・バートを含む数人のプロモーターに連絡を取った。トリニティ・カレッジでアルサムの同級生であったジョナサン・キングがアプローチを受け、1966年4月にバンドの次のシングル、サム&デイヴの「You Don't Know Like I Know」とオーティス・レディングの「That's How Strong My Love Is」をプロデュースした。それはデッカ・レコードからリリースされる予定だったが、サム&デイヴのオリジナルがリリースされたため、予定通りにはならなかった。
手首の怪我のためドラム演奏が困難になっていたクライヴ・ウェラムが1966年4月に脱退し、代わりにウィリー・ウィルソン（以前はザ・ハイファイズやザ・ニューカマーズで演奏していた）がドラムを担当した。
1966年の夏、ジョーカーズ・ワイルドはスペインのマルベーリャにあるホテル・ロス・モンテロスに滞在した。ピーター・ギルモアが大学に進学するために脱退し、ジョニー・ゴードンはケンブリッジ美術学校で美術の学位を取得することに決めた。ピーター・ギルモアに代わって、以前はソウル・コミッティーに所属していたリック・ウィルスがベースを担当した。
つまり、スペインへ赴いたラインナップは、アルサム、ギルモア、ウィルソン、ウィルスとなった。彼らは1966年の秋、一時的にケンブリッジに戻ったが、アルサムが脱退。トリオとしてフランスへ渡り、最初はサンテティエンヌで数ヶ月演奏し、その後、1967年の初めにパリへと向かった。当時、ザ・フラワーズ（The Flowers）と呼ばれていた彼らはフランスで演奏し、サントロペまで遠征した。デヴィッド・ギルモアが病気になった1967年6月頃、バンドはようやくイギリスに戻り、その年の後半に解散した。
デヴィッド・ギルモアはファッション・ハウスのクォーラムで配達員として働いた後、1968年初めにピンク・フロイドに加入した。ウィリー・ウィルソンは、コチーズやクウィヴァーなどの多くの成功したバンドで演奏を続けた。リック・ウィルスは、フランプトンズ・キャメル、コチーズ（ウィリーと在籍）、フォリナー、バッド・カンパニーなどの成功したバンドでも演奏した。ジョニー・ゴードンとピーター・ギルモアは、それぞれグラフィック・アーティスト（後にマジシャン）と会計士としてキャリアを積んでいった。ウィルスとウィルソンは、デヴィッド・ギルモアの1978年のソロ・デビュー・アルバムをサポートした。クライヴ・ウェラムは退職するまでケンブリッジ大学出版局で働き、ソリティアやエグゼクティブ・スイートといったさまざまなバンドのリード・シンガーとしてケンブリッジシャーの音楽シーンに関わり続けた。

## メンバー

### オリジナル・メンバー（1964年2月）
- デヴィッド・アルサム (David Altham) – ボーカル、キーボード、サクソフォーン（1966年9月まで、2021年2月8日死去）[5]
- デヴィッド・ギルモア (David Gilmour) – ボーカル、ギター、ハーモニカ
- ジョン・ゴードン (John Gordon) – ギター、ボーカル（1966年6月まで）
- トニー・セインティ (Tony Sainty) – ベース、ボーカル (1965年末まで)
- クライヴ・ウェラム (Clive Welham) – ドラム、ボーカル (1966年4月まで、2012年5月9日死去)[6]

### パートタイム・メンバー
- マリリン・ミンズ (Marilyn Minns) – ボーカル (パーティーやブルー・ホライゾン・クラブで時おり歌手として参加。1964年7月-9月)
- ジェフ・ウィテカー (Jeff Whittaker) – コンガ、ボーカル（1964年9月-1966年6月）

### 交代参加メンバー
- ピーター・ギルモア (Peter Gilmour) – ベース、ボーカル（1966年1月-6月、トニー・セインティの後任）
- ウィリー・ウィルソン (Willie Wilson) – ドラム（1966年4月から、クライヴ・ウェラムの後任）
- リック・ウィルス (Rick Wills) – ベース (1966年6月から、ピーター・ギルモアの後任)[1]

アルサムを除いて、オリジナルのバンド・メンバーはかつてケンブリッジの他のバンドで演奏していた（上記を参照）。メンバーが固定されるまでは暫定のプレーヤーとしてバンドに加わったりはずれたりしていた。
ウィルスは後にピーター・フランプトン、フォリナー、バッド・カンパニーと共演。彼とウィルソンは、デヴィッド・ギルモアの同名のファースト・ソロ・アルバムに参加した。
ウィルソンは後にシド・バレットのソロ・アルバム『帽子が笑う…不気味に』『その名はバレット』でドラムとベースを演奏し、後者のセッションはギルモアがプロデュースした。また、アルバム『ザ・ウォール』のためのライブ公演や、2000年に発売されたライブ・アルバム『ザ・ウォール・ライヴ:アールズ・コート1980-1981』では、代理ドラマーも務めている。1973年から1978年までは、クウィヴァーのメンバーを務めた。

## レコーディング
ジョーカーズ・ワイルドは2回のレコーディング・セッションを行い、どちらもロンドンのデンマーク・ストリートにあるリージェント・サウンド・スタジオで行われた。
最初のセッションは、1965年11月2日、自己資金と自己プロデュースによるセッションであり、結果として非公開でプレスされた片面のスタジオ・アルバム (カタログ番号 RSLP 007) とシングル (RSR 0031) が生まれた。それぞれ50枚ずつ作成され、ファンに配布された。LPの録音テープは大英図書館のブリティッシュ・ライブラリー・サウンド・アーカイブに保管されている。
デヴィッド・ギルモアとデイヴ・アルサムがボーカルを務めたアルバムの5曲（それ以前の持ち歌にしていたアーティストを表記）は次の通り。
1. "Why Do Fools Fall in Love" (フランキー・ライモン&ザ・ティーンエイジャーズ、ザ・ビーチ・ボーイズ)
2. "Walk Like a Man" (フォー・シーズンズ)
3. "Don't Ask Me" (マンフレッド・マン)
4. "Big Girls Don't Cry" (フォー・シーズンズ)
5. "Beautiful Delilah" (チャック・ベリー、キンクス)

シングルには「Don't Ask Me」が収録され、裏面には「Why Do Fools Fall in Love」が収録された。
1966年4月の2回目のセッションは、ジョナサン・キングがプロデュースし、デッカ・レコードが資金提供した。オーティス・レディングの「That's How Strong My Love Is」を裏面に、デヴィッド・ギルモアがサム&デイヴの「You Don't Know Like I Know」を歌った。これはイギリスで発表される予定だったが、サム&デイヴのオリジナル版が発表された際にジョーカーズ・ワイルド版を公開しないことが決定された。